# Арутюнян, Левон Врамович
Левон Врамович Арутюнян (арм. Լևոն Վռամի Հարությունյան; 13 декабря 1927, Товуз — 2007, Ереван) — советский армянский биолог-дендролог, доктор биологических наук (1971), профессор (1982), журналист, публицист, писатель и популяризатор науки. Основанный им в 1990 году Ереванский Университет «Айбусак» стал одним из первых частных вузов в Армении.

## Биография
Левон Арутюнян родился 13 декабря 1927 года в селе Товуз (ныне село Тавуш в Тавушской области Армении).
В 1953 году окончил Армянский сельскохозяйственный институт (ныне Национальный аграрный университет). С 1956 по 1978 год работал в НИИ ботаники при Академии наук Армянской ССР. В 1961 году защитил кандидатскую диссертацию. В 1971 году защитил докторскую диссертацию по теме «Интродукция древесных в Армению, её дендрологическое районирование и биологические основы озеленения». С 1978 года заведующий кафедрой основ сельского хозяйства и методики их преподавания Армянского педагогического института.
В 1971 году стал членом Союза журналистов Армении. В 1990 году он основал Ереванский Институт «Айбусак» (ныне Ереванский Университет «Айбусак»), стал его первым ректором. В 1994 году стал президентом научно-образовательного объединения «Арутюн». В 1995 Арутюнян возглавил кафедру биологии и методов обучения биологии в Ереванском государственном педагогическом университете. В 2006 году он стал начальником отдела науки Международной академии образования.
Арутюнян является автором более 400 научных работ, около 400 публицистических, журнальных статей, более 50 монографий, справочников, учебно-методических пособий и словарей. Среди его научных интересов экология, ботаника, декоративное озеленение, ландшафтная архитектура. Занимался вопросами озеленения городов и является автором нескольких книг по сохранению ландшафтов.

## Семья
У Левона Арутюняна и его жены Сильвы Асликян двое дочерей (Анаит, Анна) и сын (Сурен).

## Награды и звания
- 2007 — член Международной академии информатизации[4]
- 2003 — Медаль Анании Ширакаци, вручённая Президентом Армении[4]
- 2002 — член Международной педагогической академии[4]
- 1983 — премия Государственного комитета телевидения и радиовещания; премия Республиканского природоохранного Совета[4]

## Сочинения
- Կանաչապատվող օբյեկտների նախագծման հիմունքները, Ե․, 1977;
- Հայաստանի դենդրոֆլորան, հ․ 1_2, Ե․, 1985—1986 (համահեղինակ);
- Научные основы облесения и озеленения Армянской ССР, Е․, 1974 (соавтор)․